# Ehrenzeichen für vorbildliche Nachbarschaftshilfe

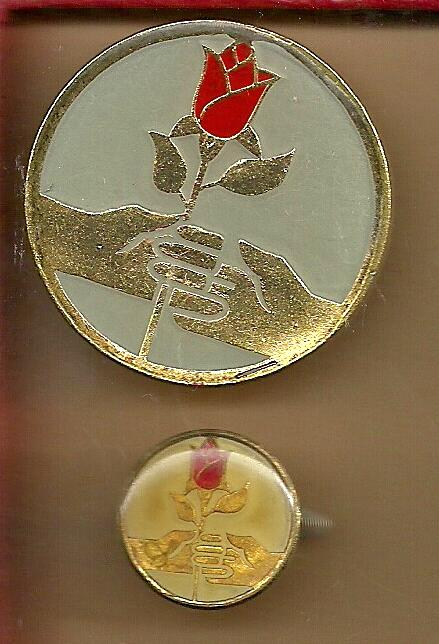
Ehrennadel Nachbarschaftshilfe der NF der DDR

Das Ehrenzeichen für vorbildliche Nachbarschaftshilfe war eine nichtstaatliche Auszeichnung  der Nationalen Front der Deutschen Demokratischen Republik (DDR), welche am 2. Oktober 1973 erstmals verliehen wurde. Die Verleihung erfolgte dabei in der Regel für beispielhafte Taten der Nachbarschaftshilfe in einem Wohngebiet. Die silberfarbene nichttragbare Medaille mit einem Durchmesser von 31 mm zeigt auf ihrem Avers das Symbol der Nachbarschaftshilfe, zwei Hände, von denen die linke eine stilisierte Rose der rechten Hand überreicht. Mit der Medaille wurde dem Beliehenen eine 15 mm große (tragbare) Anstecknadel vom gleichen Aussehen überreicht, sowie drei Sonderprägungen von kursfähigen Münzen der DDR mit einem Nennwert von 50 Mark. Letztere wurde in einem Schmucketui überreicht.